# موغامبو (فلم 1953)
موغامبو (بالإنجليزية: Mogambo) فيلم مغامرات درامي رومانسي أمريكي عرض عام 1953 من إخراج جون فورد، وبطولة كلارك غيبل وآفا غاردنر وغريس كيلي.

## القصة
تنمو علاقة حب بين (فيكتور مارسويل) مدير إحدى الشركات في (كينيا) الرجل الوسيم، وبين (إليوي كيلي) التي تحيا هناك، يذهبان لرحلة سفاري لعمل فيلم تسجيلي عن إحدى الغوريلات بصحبة السيد، والسيدة (نوردلي) التي تشعر بالملل من حياتها الزوجية، وتقع في حب (فيكتور) ، في الوقت الذي يفتن زوجها بـ(إليوي)، مما يثير العديد من الصراعات.

## روابط خارجية
- موغامبو على موقع IMDb (الإنجليزية)
- موغامبو على موقع الموسوعة البريطانية (الإنجليزية)
- موغامبو على موقع روتن توميتوز (الإنجليزية)
- موغامبو على موقع نتفليكس (الإنجليزية)
- موغامبو على موقع ألو سيني (الفرنسية)
- موغامبو على موقع Turner Classic Movies (الإنجليزية)
- موغامبو على موقع أول موفي (الإنجليزية)
- موغامبو على موقع فيلمافينيتي (الإسبانية)
- موغامبو على موقع قاعدة بيانات الأفلام السويدية (السويدية)
- موغامبو على موقع قاعدة بيانات الفيلم (الإنجليزية)